# Rio da Mula
O rio da Mula, conhecido por diferentes nomes conforme os locais por onde passa, é um rio português que tem a sua nascente na serra de Sintra (a montante da lagoa Azul) e a sua foz no oceano Atlântico, em Cascais, na Praia da Ribeira.No seu percurso de cerca de 10 quilómetros, passa pelas localidades de Pisão e Alvide. O rio, juntamente com o de Manique/Caparide, é uma das linhas de água mais importantes do concelho de Cascais devido à sua extensão e às características específicas do seu caudal. O seu leito mantém-se em grande parte naturalizado, que permite o surgimento de galerias ripícolas abundantes propícias ao desenvolvimento de ecossistemas ribeirinhos. Possui um dos declives longitudinais mais acentuados dentre as ribeiras do concelho, sendo este menos acentuado a jusante da localidade do Pisão, com o consequente aproveitamento dos terrenos circundantes para atividades agrícolas. A partir das Fontainhas, o seu leito passa a ser delimitado por muros de pedra e de betão.
A ribeira está encanada a partir do Mercado da Vila, em Cascais, e até à sua foz, por debaixo do pontão da Praia da Ribeira. Este caneiro, completado na década de 1940 com a construção da Estrada Marginal, permitiu resolver os problemas de salubridade devidos à estagnação das águas e à utilização da ribeira enquanto depósito de lixo e esgotos. À diferença dos restantes cursos de água que atravessam o concelho, esta ribeira é a única que apresenta um padrão de drenagem de tipo dendrítico.